# Xylopia egleriana
Xylopia egleriana este o specie de plante angiosperme din genul Xylopia, familia Annonaceae, descrisă de Leandro Aristeguieta și Paulus Johannes Maria Maas. Conform Catalogue of Life specia Xylopia egleriana nu are subspecii cunoscute.